# Дубровка (Самарская область)
 Дубровка — село в Хворостянском районе Самарской области в составе сельского поселения Владимировка. 

## География
Находится на расстоянии примерно 3 километров по прямой на север от районного центра села Хворостянка.

## Население
Постоянное население составляло 48 человек (русские 79%) в 2002 году, 49 в 2010 году.